# Obrona Głogowa
Obrona Głogowa – walki obronne wokół piastowskiego grodu Głogowa, wywołane nieudanym oblężeniem, które zostało rozpoczęte 24 sierpnia 1109 roku przez wojska cesarstwa rzymskiego pod dowództwem króla niemieckiego Henryka V. Oprócz sił niemieckich i obrońców grodu w walkach brały udział siły czeskiego księcia Świętopełka, które dotarły tu jako niemiecki sojusznik, a także wojska polskie Bolesława III Krzywoustego nadciągające z rejonu Pomorza.
Obrona grodu głogowskiego w 1109 roku zakończyła się odstąpieniem od oblężenia sił niemiecko-czeskich, co wpłynęło na przebieg całej wojny polsko-niemieckiej.

## Tło konfliktów
W latach 1010 i 1017 wojska niemieckie Henryka II znalazły się dwukrotnie pod Głogowem, nie oblegając grodu, o czym wspomina Thietmar z Merseburga.
Na początku XII wieku, po walkach o sukcesję Zbigniewa z Bolesławem, Księstwo Polskie prowadziło samodzielną politykę zewnętrzną. Bolesław w 1108 r. udzielił pomocy swojemu sojusznikowi Kolomanowi królowi Węgier, atakując podległe Cesarstwu Czechy. Spowodowało to wycofanie się Czechów z wojny przeciwko Węgrom, a tym samym plan podboju Madziarów przez Cesarstwo został skazany na niepowodzenie. Było to wbrew planom ówczesnego króla Niemiec, późniejszego cesarza Henryka V. Innym powodem niechęci Niemców do Bolesława były liczne sukcesy polskiego księcia w walkach na Pomorzu i chęci podporządkowania tych terenów państwu polskiemu.
W lipcu 1109 roku Henryk ogłosił wyprawę z całej Rzeszy przeciwko Polsce. Punktem zbornym był Erfurt. Król Niemiec mógł zebrać nawet 10 tysięcy wojowników, w tym rycerstwo z Saksonii, Bawarii, Frankonii i Lotaryngii. Dodatkowo u ujścia Bobru do wyprawy mieli dołączyć Czesi, pełniący rolę przewodników. Przywrócenie władzy Zbigniewowi nad utraconymi ziemiami stało się oficjalnym powodem do zbrojnej interwencji.
Zgodnie z ówczesną tradycją, władca niemiecki postawił Bolesławowi ultimatum. Zażądał od niego w zamian za zaniechanie wyprawy, oddania połowy państwa wygnanemu Zbigniewowi, uznania zwierzchnictwa Cesarstwa, a także regularnego płacenia trybutu wynoszącego 300 grzywien rocznie lub dostarczania 300 rycerzy.
Wojska niemieckie wyruszyły z Erfurtu na początku sierpnia zaraz po odrzuceniu ultimatum przez polskiego księcia, którego odmowa wyrażała się słowami „bacz zatem, komu grozisz, jeśli chcesz wojować, znajdziesz wojnę”. Maszerując przez Miśnię i Łużyce, kierując się na Krosno Odrzańskie, wojska niemieckie w sierpniu wkroczyły na polską ziemię. Bolesław Krzywousty, który walczył w tym czasie z Pomorzanami pod Nakłem, nie mógł od razu ruszyć na południowy zachód. Zaniechanie prowadzonej kampanii groziłoby odbiciem zajętych już terenów przez Pomorzan oraz ich atakiem na Wielkopolskę. Dopiero po rozbiciu 10 sierpnia wojsk pomorskich, które szły z odsieczą oblężonemu Nakłu, Krzywousty wysłał na południowy zachód konnicę. Oddziały te dotarły pod Głogów na krótko przed wojskami wroga.
Henryk ze swoim wojskiem doszedł do Krosna Odrzańskiego, stanowiącego jeden z elementów polskich umocnień. Zatrzymał się tam czekając na posiłki z Czech dowodzone przez księcia Świętopełka. W tym czasie prowadził rozpoznanie okolicy i sił polskich, wysyłając między innymi oddział w kierunku Lubusza. Zrezygnowawszy z przeprawy i nie doczekawszy się sojuszników, ruszył w górę wzdłuż lewego brzegu rzeki Odry. Liczył na spotkanie z sojusznikami oraz na znalezienie słabiej bronionej przeprawy.
Około 22 sierpnia wojska dotarły pod Bytom Odrzański, najprawdopodobniej nawet nie próbując go zająć z powodu silnych jak na te czasy umocnień, których zdobycie wymagałoby długotrwałego oblężenia. Doszło jedynie do starcia pod wałami grodu pomiędzy grupą rycerzy niemieckich a polskimi obrońcami. W trakcie potyczki Niemcy ponieśli znaczne straty, a obrońcy cofnęli się za wały dopiero wówczas, gdy niemieckiej jeździe i piechocie z pomocą nadeszli kusznicy i łucznicy. Stamtąd wojska ruszyły w kierunku Głogowa, docierając na miejsce około 24 sierpnia , przeprawiając się wcześniej przez Odrę. Przeprawy w tym miejscu Polacy nie przewidywali.

## Przebieg oblężenia
Plan Henryka V przewidywał przeprawę przez rzekę i dalszy marsz na Poznań, jednak cesarz obawiając się odcięcia od zaplecza przez głogowian oraz na wieść o nadciągających siłach Krzywoustego, postanowił zdobyć gród w Głogowie. Umocnienie to zlokalizowane było na Ostrowie Tumskim w miejscu sprzyjającym obronie, w prawobrzeżnej części obecnego miasta. Położone na wyspie od południa osłonięte było wodami Odry, od północy starorzeczem zwanym Starą Odrą, a od wschodu ujściem Baryczy do Odry. Gród wzniesiony został prawdopodobnie za czasów Mieszka I w nowym miejscu po zburzeniu starego grodu z okresu plemiennego (już po przyłączeniu ziem Dziadoszan do państwa Piastów). Obiekt ten posiadał owalny kształt o wymiarach 114 na 81 m. Okalające je wały posiadały 12 m szerokości (przy podstawie) i 8 m wysokości. Wał składał się z trzech części – zewnętrzne lica stanowiły belki ułożone na zrąb, a wnętrze wypełnione było piaskiem.
Henryk wykorzystał zaskoczenie głogowian, opanowując i niszcząc podgrodzie, biorąc łupy i jeńców, a także rozbijając i rozpraszając część wojsk posiłkowych Bolesława, które tam obozowały. Nie próbował jednak zdobywać grodu, w którym skupili się obrońcy.  

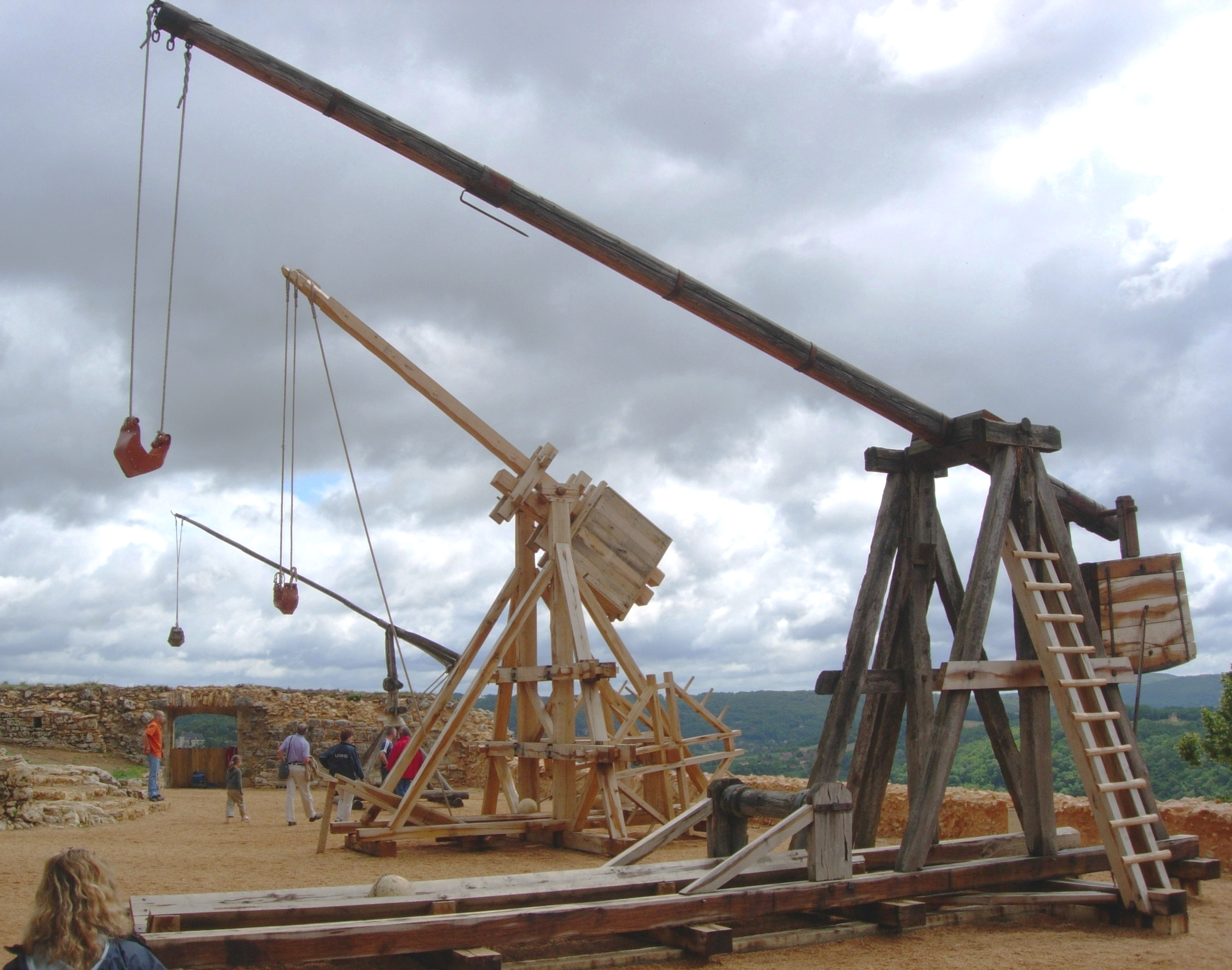
Współczesna rekonstrukcja trebusza i tripantium – machin wojennych używanych w Europie w okresie oblężenia Głogowa

Henryk zgodził się na pięciodniowy rozejm, w czasie którego obrońcy mieli uzyskać od Bolesława Krzywoustego zgodę na poddanie się. Na poręczenie rozejmu głogowianie wydali zakładników pod warunkiem, że „niezależnie od tego, czy pokój zostanie zawarty, czy odrzucony, odzyskają swoich zakładników”. W czasie rozejmu załoga poprawiła umocnienia i nawiązała łączność z Bolesławem. Ten nie zgodził się na kapitulację i nakazał bezwzględną obronę Głogowa. Utrata grodu mogła bowiem zdecydować o porażce w całej wojnie. Zagroził wręcz, że ci, którzy poddadzą twierdzę, zostaną powieszeni lub ukrzyżowani. Wówczas król niemiecki, łamiąc warunki umowy, kazał przywiązać zakładników do machin oblężniczych w przekonaniu, że obrońcy nie odważą się do nich strzelać. Jednak beznadziejne położenie załogi grodu sprawiło, że „grodzianie nie oszczędzali własnych synów i krewnych bardziej więcej niż Niemców i Czechów”. We wrześniu do sił niemieckich dołączyły posiłki czeskie pod wodzą Świętopełka, o czym wspomina czeski kronikarz Kosmas z Pragi. Oblężenie trwało przez wiele dni i było przygotowane z wielkim rozmachem. Zbudowano dużą liczbę machin oblężniczych i usypano wał ziemny, spoza którego ostrzeliwano Głogów. Wojska niemieckie, mające sporą praktykę w zdobywaniu twierdz, liczyły na szybkie poddanie grodu. Ponieważ to nie następowało – przeprowadzony został pierwszy szturm. Głogowianie przy pomocy machin wojennych desperacko odpierali ataki. Na głowy napastników wylewano gorącą smołę i wrzątek, zrzucano lub staczano ciężkie belki, a przy pomocy haków odpychano drabiny szturmowe.

Niemcy nakręcali kusze ręczne, Polacy zaś machiny z kuszami; Niemcy wypuszczali strzały, a Polacy strzały i inne pociski; Niemcy zataczali proce z kamieniami, a Polacy kamienie młyńskie i silnie zaostrzone pale. Gdy Niemcy zakryci przykrywami z desek, usiłowali podejść pod mur, to Polacy sprawiali im łaźnie wrzącą wodą, zasypując płonącymi głowniami. Niemcy podprowadzali pod bramy żelazne tarany, Polacy zaś staczali na nich z góry koła, zbrojne stalowymi gwiazdami. Niemcy po wzniesionych drabinach pięli się pod górę, a Polacy, zaczepiając ich hakami żelaznymi, porywali ich w powietrze.

Kolejne szturmy grodu kończyły się niepowodzeniami i przynosiły duże straty. W tym samym czasie mobilne oddziały polskie prowadziły wojnę podjazdową. Polacy nękali wroga w dzień i w nocy, także niszcząc oddziały aprowizacyjne z żywnością dla oblegających. Henryk próbował ratować swój autorytet, oferując Bolesławowi niewielką daninę za pokój i przyjaźń. Oferta jednak została odrzucona. Król niemiecki nie zdobył Głogowa i musiał odejść na południe po około trzech tygodniach walk, wioząc „trupy własnych rycerzy jako haracz”. Na dzień przed odprawieniem wojsk czeskich przez Henryka, 21 września zginął Świętopełk przebity oszczepem przez jednego ze swoich wojów. W siłach czeskich powstało zamieszanie i wycofały się z Głogowa.

## Po oblężeniu
Po zwinięciu oblężenia Głogowa Henryk zdecydował się na marsz w kierunku Wrocławia, który w tym czasie potęgą swoich umocnień nie ustępował Głogowowi. Wojska niemieckie posuwały się w głąb kraju zagrożone przez cały czas atakami unikających otwartej bitwy wojsk Bolesława. Ginęli nie tylko maruderzy, ale także całe oddziały aprowizacyjne. Oprócz tego zaczęło dawać o sobie także zmęczenie, trudy przemarszu oraz opór ludności. Kronikarz Gall Anonim napisał, że „do walki z wrogiem stanęło nie tylko rycerstwo, ale cała ludność. Zawzięci chłopi znosili drobniejsze oddziały niemieckie, nękali wroga po lasach i bagnach”. Król Henryk pozorując dalszy marsz na Kraków, wysłał do Bolesława posłów z ponownym żądaniem trybutu i obietnicą, że jeśli go dostanie, to wycofa swoje wojska i zawrze pokój. Wobec odrzucenia żądań przez Bolesława oddziały niemieckie posuwały się dalej naprzód.
Bolesław posiadając znacznie mniej liczne oddziały, do tego zmęczone kampanią na Pomorzu i szybkim przemarszem przez Wielkopolskę, ograniczał się jedynie do wojny podjazdowej. Henryk „podstąpił pod miasto Wrocław, gdzie jednak nic więcej nie zyskał, jak trupy na miejsce żywych”. Doszło do krótkotrwałego oblężenia Wrocławia oraz do starcia w rejonie tego grodu pomiędzy siłami obu stron, co znane jest z późniejszych przekazów jako bitwa na Psim Polu. W wyniku tej bitwy wojska najeźdźców zmuszone zostały do odwrotu przez wojów Bolesława Krzywoustego. Wojska Henryka podążyły na południe i przez Czechy powróciły do Niemiec.
Pośrednim następstwem wojny, lecz bardziej brzemiennym w skutkach, był spadek autorytetu Henryka V oraz wzrost znaczenia Krzywoustego. Umocniło to pozycję Polski w ówczesnej Europie. W roku następnym Bolesław poprowadził odwetową wyprawę przeciwko Czechom za ich udział w wojnie przeciwko Polsce. Zakończenie walk wewnętrznych i zażegnanie na jakiś czas zagrożenia ze strony Cesarstwa pozwoliło Bolesławowi na podbój Pomorza.

Bolesławie, Bolesławie, ty przesławny książę panie,

Ziemi swojej umiesz bronić wprost niezmordowanie!

Taki książę słusznie rządy nad krajem sprawuje,

Który z garstką swych olbrzymie wojsko tak wojuje!

Cóż by było, gdybyś wszystkie swe siły zgromadził,

nigdy by ci cesarz w polu, bronią nie poradził!

Gród głogowski został zniszczony przez samych obrońców w r. 1157 podczas zbrojnej interwencji cesarza Fryderyka Barbarossy na rzecz wygnanego z Polski księcia Władysława II.

## Pamięć o oblężeniu
Walki wojów polskich w obronie Głogowa zostały, po 1990 r., upamiętnione na Grobie Nieznanego Żołnierza w Warszawie napisem na jednej z tablic, „GŁOGÓW SIERPIEŃ-WRZESIEŃ 1109”.
W 1959 roku w Głogowie ufundowany został kamień pamiątkowy ku czci obrońców miasta z 1109 roku. Inskrypcja na nim głosi:

W Upamiętnieniu Bohaterskiej

Obrony Głogowa 1109 r.
 
i walk wyzwoleńczych które

doprowadziły do powrotu

naszego miasta do Macierzy

Społeczeństwo miasta w sierpniu 1959

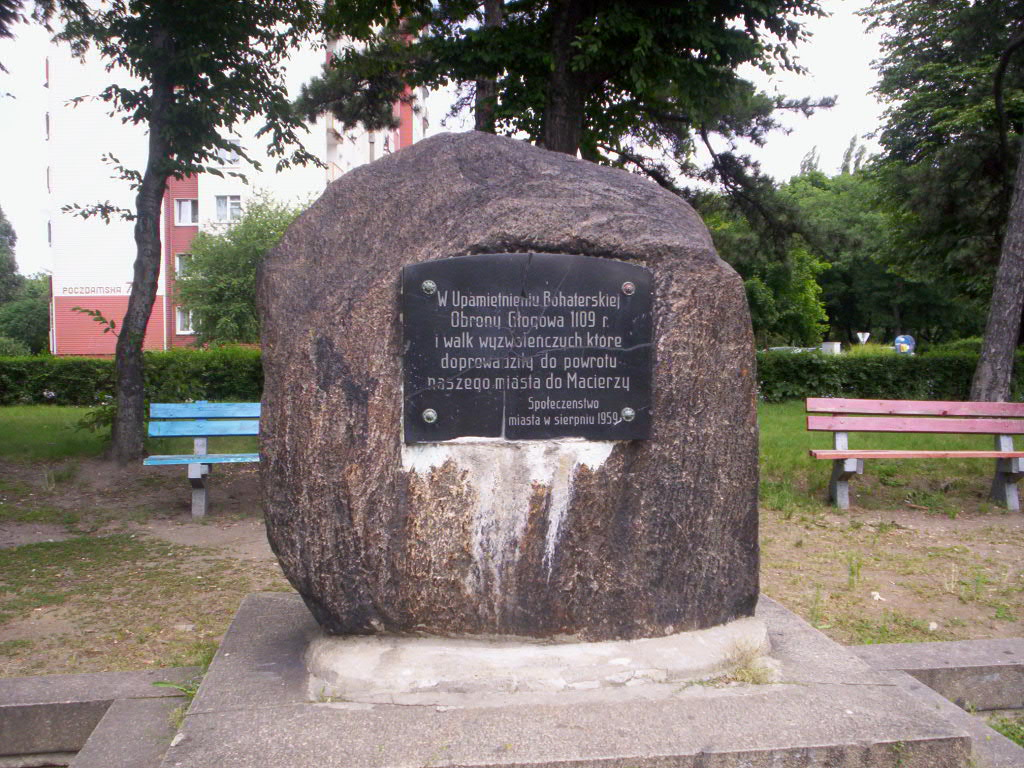
Kamień pamiątkowy.
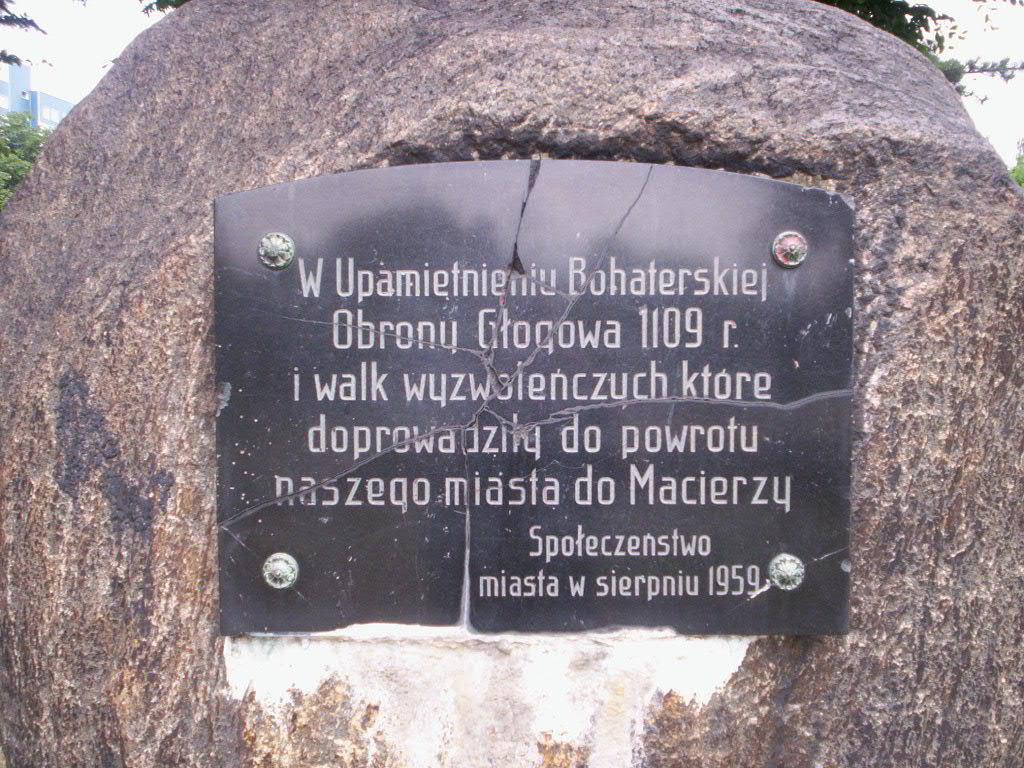
Tablica z inskrypcją.

Oblężenie było także tłem wydarzeń powieści historycznej Karola Bunscha Zdobycie Kołobrzegu (1952) i jej kontynuacji Psie Pole (1953), a także w książce Bohaterski Staszek Walerii Szalay-Groele. Pokazano je w komiksach „Bolesław Krzywousty” z 1984 roku oraz „Rok 1109 Głogów – Psie Pole” z 1990 roku. W Muzeum Wojska Polskiego w Warszawie eksponowany jest również obraz Michała Byliny Obrona Głogowa.
Bitwa odbyła się w północnej części obecnego miasta – gród usytuowany był w rejonie obecnej ulicy Grodzisko, w pobliżu późniejszej kolegiaty na Ostrowie Tumskim w Głogowie. Oblężenie upamiętniono także nazwami ulic Obozowej i Dzieci Głogowskich znajdujących się w miejscu historycznych wydarzeń.

### Legenda dzieci Głogowskich
W roku 1979 stanął w lewobrzeżnej części miasta Głogowa pomnik Dzieci Głogowskich – projektu bułgarskiego artysty Dymitra Petrova Vaceva, upamiętniający śmierć najmłodszych uczestników obrony Głogowa. Zlokalizowany w pobliżu zamku w Głogowie, odsłonięty 1 września 1979 r. – w dniu obchodów 40-lecia wybuchu II wojny światowej i 870. rocznicy obrony Głogowa.

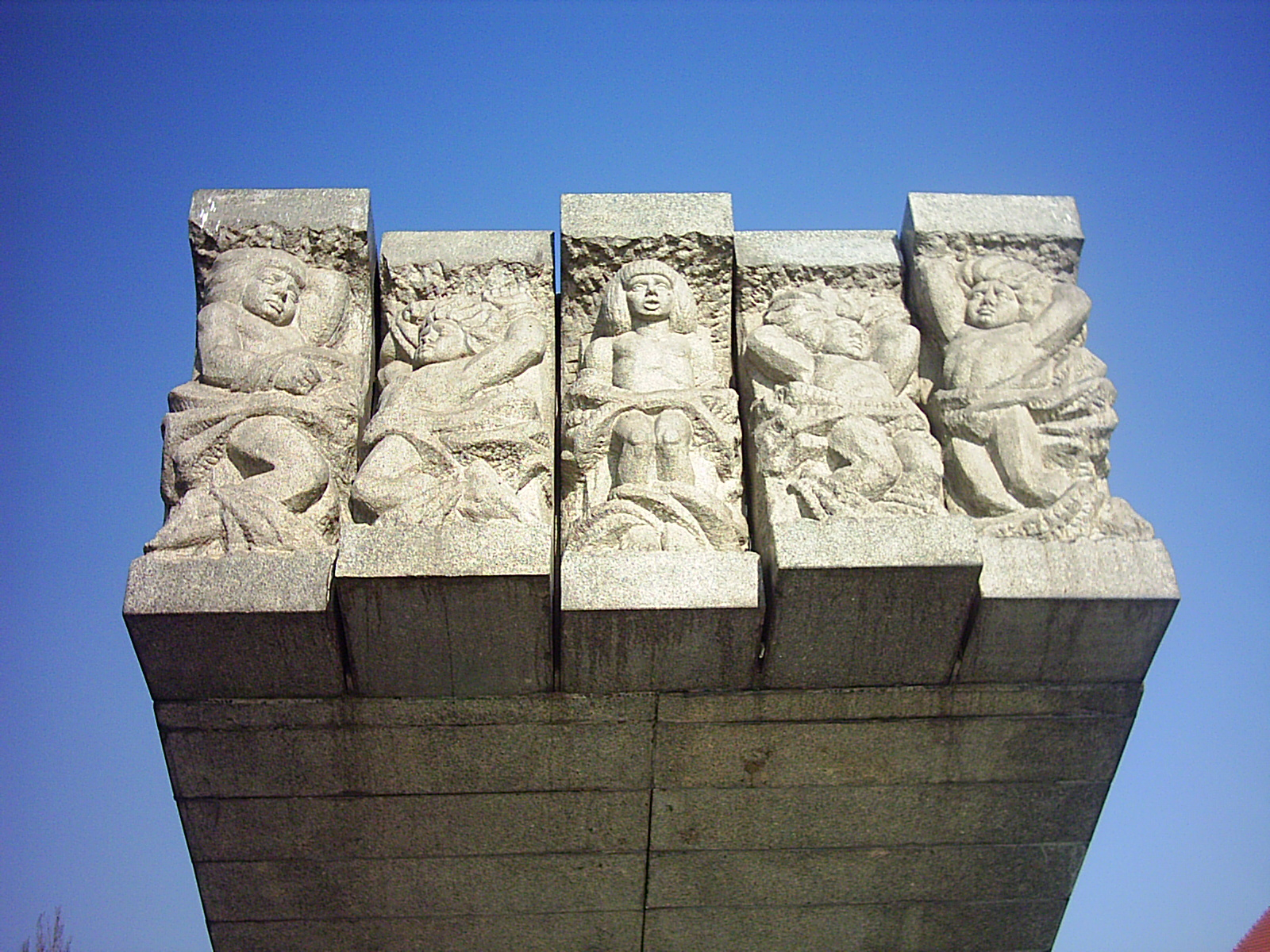
Rzeźby dzieci.
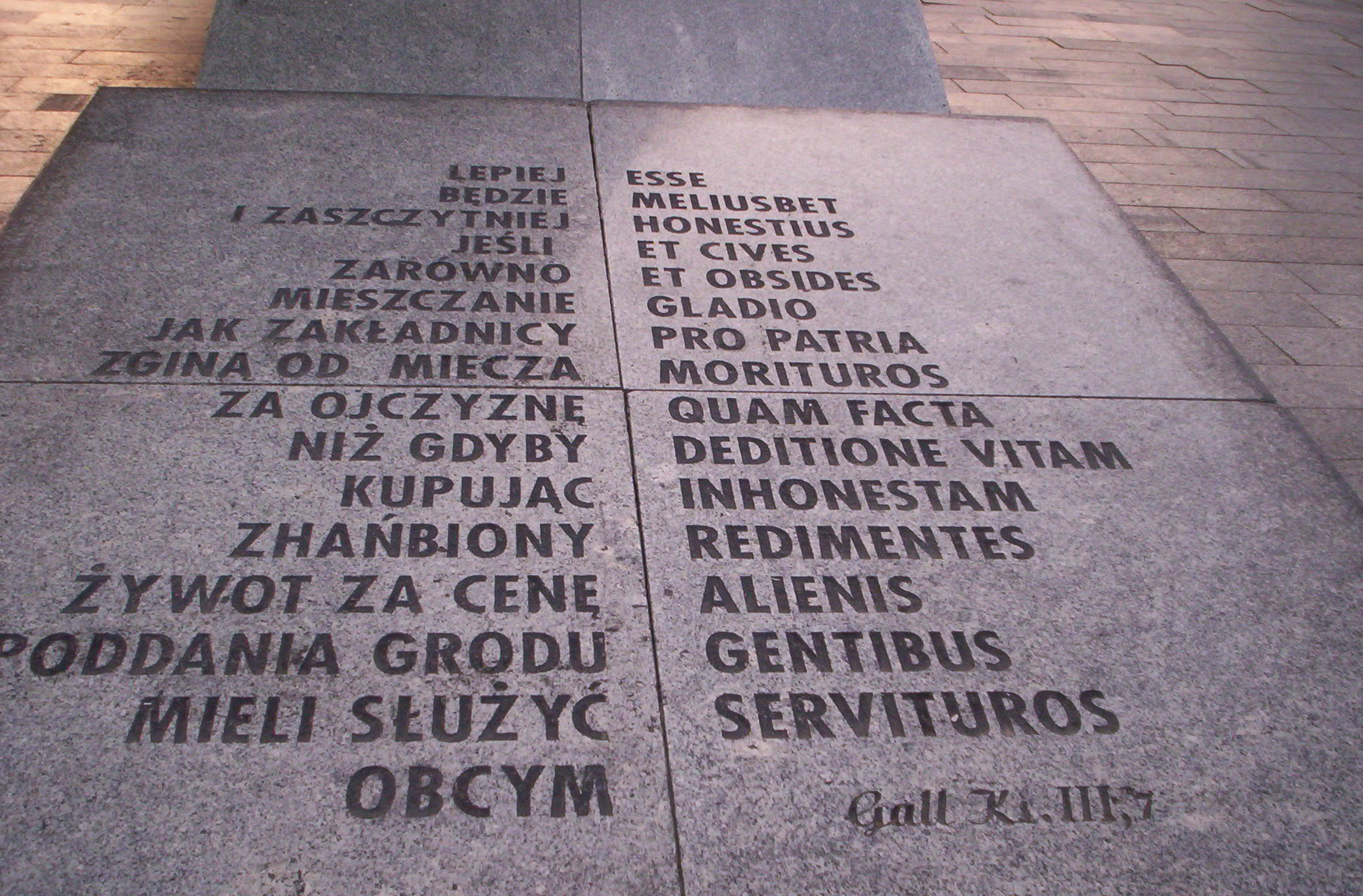
Inskrypcja wyryta w języku polskim i łacinie.
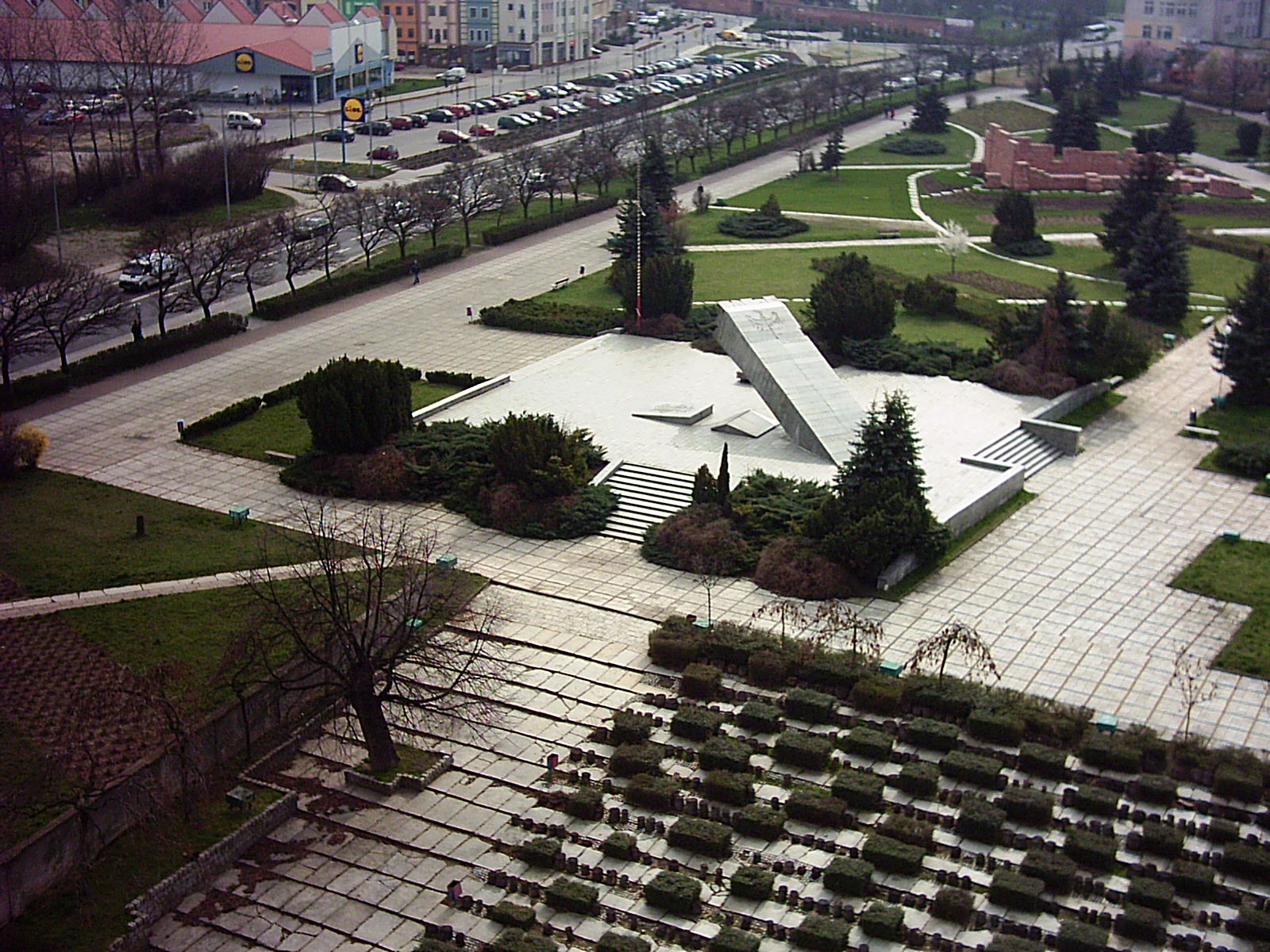
Widok z lotu ptaka.